# Cerkev sv. Kunigunde, Gorenje pri Zrečah
Cerkev sv. Kunigunde v Gorenju pri Zrečah je župnijska cerkev Župnije Sv. Kunigunda na Pohorju. Leži na Pohorju, na nadmorski višini 748 metrov.
Prvič je bila cerkev omenjena leta 1391, od te cerkve pa je do danes ohranjen le zvonik. Sedanjo ladjo in prezbiterij pa so mu prizidali verjetno že kmalu za tem. Okoli leta 1550 so cerkvi prizidali kapeli Device Marije in s. Vida ter zakristijo. 
Med letoma 1882 in 1899 so cerkev obnovili v gotskem slogu. Danes ob njeni južni strani leži pokopališče, v cerkvi pa je mogoče videti zanimive grebenaste oboke.